# کایبینگ
کایبینگ (به آلمانی: Kaibing) یک منطقهٔ مسکونی در اتریش است که در هارتبرگ فورستنفلد واقع شده‌است. کایبینگ ۲٫۸۰ کیلومتر مربع مساحت دارد ۳۶۰ متر بالاتر از سطح دریا واقع شده‌است.